# University of New Zealand

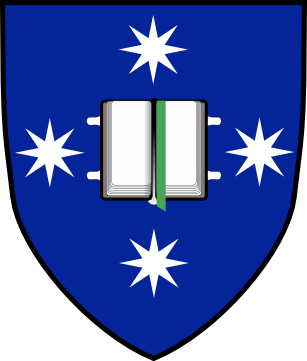
Heraldisk sköld för University of New Zealand

University of New Zealand var det gemensamma namnet på de akademiska lärosäten som ingick i Nya Zeelands universitetsväsen mellan 1874 och 1961.

## Lärosäten
Vid upplösningen 1961 blev följande skolor självständiga universitet:
- University of Auckland (Auckland), grundat 1883
- University of Canterbury (Christchurch), grundat 1873
- University of Otago (Dunedin), grundat 1869
- Victoria University of Wellington (Wellington), grundat 1897

Två lantbrukshögskolor blev först senare självständiga:
- Canterbury Agricultural College (Lincoln, Nya Zeeland), bildat 1874, först knutet till University of Canterbury sedan 1990 självständigt med namnet Lincoln University
- Massey Agricultural College (Palmerston North) från 1927, först knutet till Victoria University of Wellington men sedan 1963 självständigt med namnet Massey University

År 2020 omfattade Nya Zeelands universitetssystem även
- Auckland University of Technology (Auckland) från 2000
- Waikato Univeristy (Hamilton, Nya Zeeland) från 1964